# Diano Marina
Diano Marina – miejscowość i gmina we Włoszech, w regionie Liguria, w prowincji Imperia.
Według danych na rok 2004 gminę zamieszkiwało 5751 osób, gęstość zaludnienia wynosi 958,5 os./km².